# Marguerite de Quincy
Marguerite de Quincy (c. 1206 – mars 1266) est la 2e comtesse de Lincoln suo jure, de la 4e création du titre, reçu de sa mère, Hawise de Chester (en), elle est également comtesse de Pembroke par son second mariage. C'est l'une des figures féminines dominantes de l'Angleterre du milieu du XIIIe siècle.
Son grand-père paternel Saer de Quincy, est l'un des 25 barons garants de la Magna Carta, ce qui fait qu'il est excommunié par l'Église catholique en 1215.
En 1232, le roi Henri III d'Angleterre transfère le titre de comte de Lincoln à Marguerite de Quincy et à son mari John de Lacy pour qu'eux puis leurs descendants le détiennent à vie. John ne tient donc le titre qu'en droit de sa femme (de jure uxoris). John meurt en 1240, et sa femme se remarie avec Walter le Maréchal, comte de Pembroke, puis trois ans plus tard, avec Richard de Wiltshire. Son fils Edmund de Lacy (en) est autorisé à succéder à son père en 1248, et avant 1255 reçoit le titre de comte de Lincoln.
Sa fille Mahaut de Lacy épouse Richard de Clare, 6e comte de Gloucester.

### Sources
- Linda Elizabeth Mitchell, Portraits of Medieval Women: Family, Marriage, and Politics in England 1225-1350 Google Books, 28 septembre 2009.